# Lalomanu
Lalomanu ist ein Ort an der Ostküste der Insel Upolu in Samoa. Das Dorf ist Teil des Wahlbezirks (electoral constituency, Faipule District) Aleipata Itupa i Luga im Distrikt (itumalo) Atua.

## Geographie

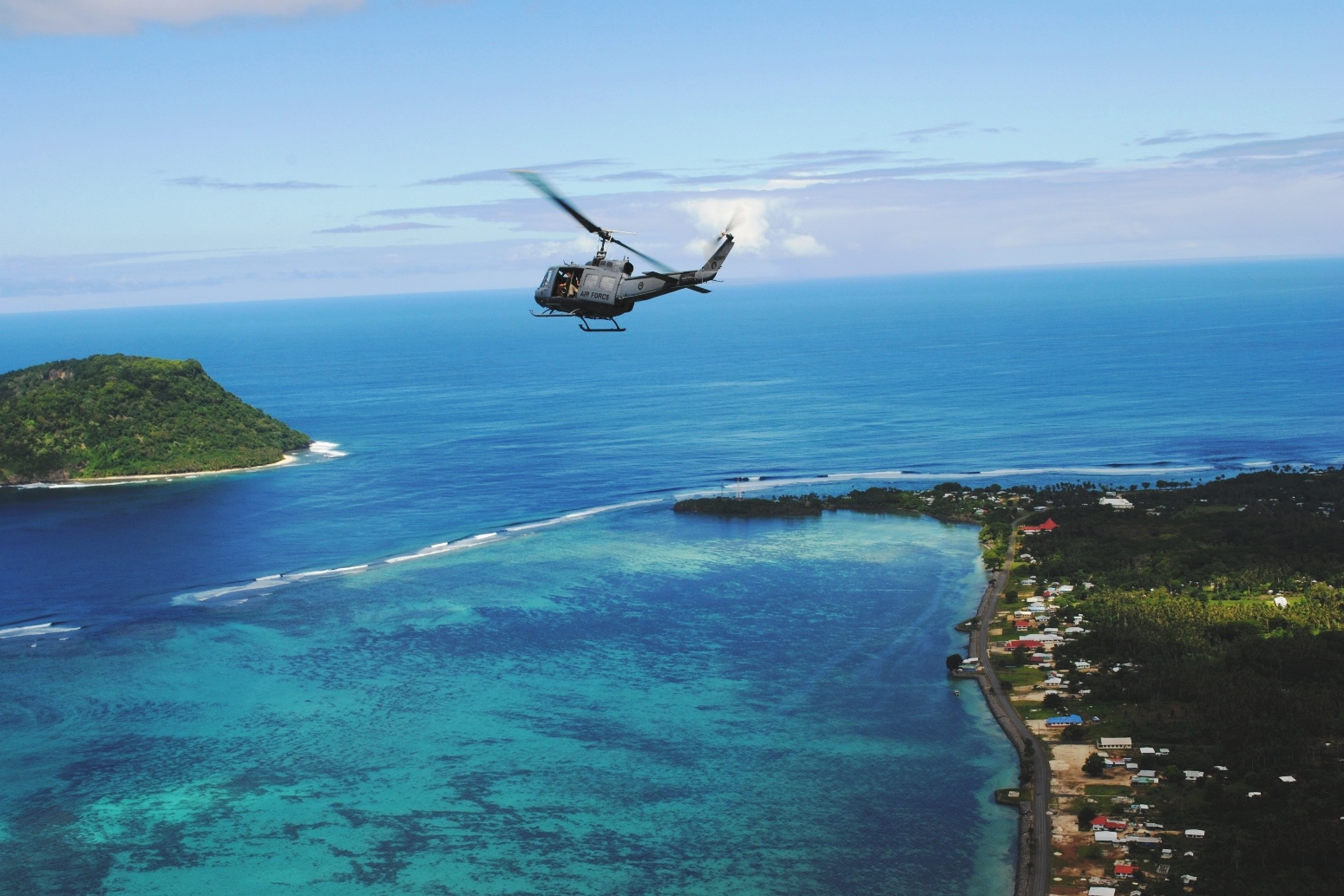
Lalomanu und die Insel Nuʻutele aus der Luft, 2012.

Der Ort liegt an der Südostspitze von Upolu, zusammen mit dem Cape Tapaga. Kleine Orte im Umkreis sind Lefaga, Lata und Vailoa. Das Cape Tapaga bietet der Ostküste Schutz, die sich von dort mit ihren Saumriffen gerade nach Norden zieht. Die Südküste von Upolu zieht sich vom Cape Tapaga gerade nach Westen und bildet mit Lalomanu Beach einen der beliebtesten Strände in Samoa mit zahlreichen Strand-Fale (unter anderem Litia Sini Beach Resort und Taufua Beach Fales für Touristen). Der Strand hat ein reiches Unterwasserleben mit Korallen und geschützten Lagunen sowie eine der schönsten Aussichten in Samoa. Der Blick geht zur unbewohnten Insel Nuʻutele, einer der Aleipata-Inseln.
Die Main South Coast Road ist die Hauptverbindungsstraße.

## Kultur
Das Dorf ist Sitz des Häuptlings Ao o Atua, Tui Atua fa’anofonofo. Der Titel geht zurück auf Leifi-le-Taua, den Sohn von Lufasiaitu. Er wird in der Legende von Lu und seinen heiligen Hühnern erwähnt. Der Titel ist nach der Überlieferung ca. 2.000 Jahre alt und wurde über 75 Generationen bis heute weitergegeben. 
Daneben gibt es weitere weniger bedeutende Matai-Familien.
Im Ort steht auch die schöne Kirche der Congregational Christian Church of Samoa (EFKS/CCCS Vaipuna O Le Olataga-Lalomanu Chapel). Die kunstgeschichtlich wertvolle dekorierte Decke der früheren Kirche wurde intricate patterns of the previous sanctuary's ceiling was kept intact with supporting mounts while the new sanctuary was built around it, then it was lowered in place.

## Tsunami 2009

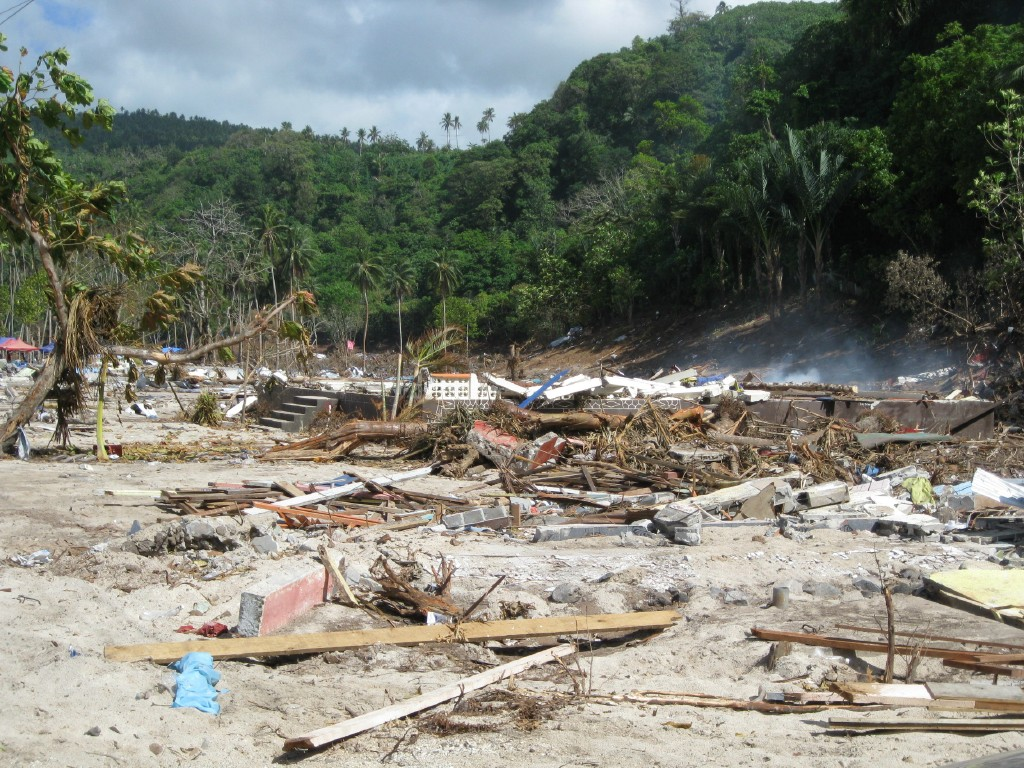
Zerstörung in Lalomanu nach dem Tsunami 2009.

Lalomanu erlitt schwere Schäden durch den Tsunami in der Folge des Erdbebens bei den Samoainseln 2009 und es gab auch Todesfälle. am 29. September 2009. Das Dorf hat sich jedoch langsam erholt durch ein Wiederaufbauprogramm mit internationaler Unterstützung.